# Víbria de Barcelona
La Víbria de Barcelona és un element del bestiari popular català de la ciutat de Barcelona, al Barcelonès, on forma part del Seguici Popular de la Ciutat de Barcelona junt a altres elements com l'Àliga, el Lleó, el Drac o la Mulassa. La víbria és una figura mitològica medieval que representa un malvat drac femella, amb cua de serp, ales de ratpenat i pits de dona. És una peça d'imatgeria festiva que forma part del Bestiari Històric i del Seguici Popular de Barcelona, i surt tant en cercaviles i actes protocol·laris com en espectacles de foc.
La figura té ball propi, la «Dansa de la Víbria», amb música interpretada per gralles i percussió. Es pot veure en els moments més simbòlics de les festes barcelonines –la Mercè, Santa Eulàlia, Corpus– amb els balls de les altres figures del seguici. Quan no surt, la Víbria de Barcelona es pot visitar a la Casa dels Entremesos, on és exposada permanentment amb gran part de la imatgeria festiva de la Ciutat Vella.

## Història
La figura ja apareix documentada en el segle xv, època en què participava en processons de Corpus i en actes de rebuda de personatges importants que visitaven Barcelona, com ara la reina Isabel de Castella. Pel llibre de Solemnitats de Barcelona, se sap que va participar, juntament amb l'Àliga de Barcelona, a la coronació del Rei Martí "l'Humá a Saragossa el 1399. Com gran part de les peces del Bestiari Històric, la trobem documentada participant en les festes de canonització de sant Ramon de Penyafort, l'any 1601.
La Víbria de Barcelona va gaudir d'una gran popularitat durant els primers segles d'activitat, però al segle xviii, amb les restriccions de la monarquia borbònica, començà a perdre importància, sobretot arran de la prohibició de la reial cèdula de Carles III, el 1780. Al segle xix ja no està documentada enlloc.
El 1993, en el context de la renovació i la recuperació de la imatgeria festiva barcelonina, l'Associació de Festes de la Plaça Nova decidí de recuperar la Víbria. Per això encarregà la tasca a l'imatger Xavier Jansana, que l'enllestí aquell mateix any, i en aquell moment reprengué l'activitat i s'incorporà al Bestiari Històric i al Seguici Popular de Barcelona.